# Don't Fence Me In
Don't Fence Me In est une chanson composée par Cole Porter, originellement pour le film musical non réalisé de la 20th Century Fox Adios, Argentina (1935). Porter a écrit les paroles en se basant sur un poème de Robert Fletcher (en),.

## Versions de Roy Rogers
Roy Rogers a chanté cette chanson dans le film de Warner Bros.  Hollywood Canteen, sorti en 1944. Beaucoup de gens ont entendu la chanson pour la première fois quand le 8 octobre 1944 Kate Smith l'a présentée sur son émission de radio.
Ensuite, la chanson est devenue la chanson-titre d'un autre film de Roy Rogers, Don't Fence Me In (en) (sorti en 1945). Elle est chantée par Roy Rogers dans le final.

## Version de Bing Crosby
Une autre version populaire était celle de Bing Crosby et The Andrews Sisters, accompagnés par Vic Schoen (en) et son orchestre. Ils l'ont enregistrée en 1944, sans l'avoir vu (dans le film Hollywood Canteen qui n'est pas encore paru) ou entendu avant.
Crosby est entré dans le studio le 25 juillet 1944. Seulement 30 minutes plus tard, l'enregistrement était terminé.
Cette version (de Bing Crosby et les Andrews Sisters avec Vic Schoen et son orchestre) s'est vendue à plus d'un million d'exemplaires, restant huit semaines au sommet des classements de Billboard  en 1944—45.
En 1998, cette même version a reçu le Grammy Hall of Fame Award.